# Hacker Mária
Hacker Mária, névváltozata: Turán Hacker Mária, férjezett Turán Gézáné (Kecskemét, 1886. május 15. – Budapest, 1967.) magyar festőművész, zongoraművész. Fia Turán László zongoraművész.

## Élete
Hacker Lajos (1853–1917) kereskedő és Ligeti Lina gyermekeként született. A felső leányiskolát Budapesten végezte, majd a Képzőművészeti Főiskolán szerzett rajztanári oklevelet. Ezzel egyidejűleg a Zeneművészeti Főiskolán Chován Kálmán növendéke volt, s kitüntetéssel tanári diplomát nyert. Ezután Münchenben, Párizsban és Nagybányán folytatott festőművészeti tanulmányokat.
Hazatérését követően a Műcsarnokban szerepelt először Házépítés a Rózsadombon című képével. Később a Nemzeti Szalonban rendezett kollektív kiállítást, de emellett kiállított a Műcsarnok tárlatain is. Genovában az UME művészcsoporttal állított ki. A Nemzeti Szalonban Nikola Taneff kiállításán különösen Tűz és Volga című képeivel aratott sikert. 1912-ben tartotta első önálló hangversenyét a Royal nagytermében. E hangversenyén Schumann interpretálásával aratott meleg sajtó és közönség sikert. Később Bécsben tartott több önálló hangversenyt és működött közre több hangversenyen. Pedagógiával is szeretettel foglalkozott.

## Családja
Házastársa dr. Turán Géza (1883–1930) orvos volt, Tänzer Ignác és Schlesinger Paulina fia, akihez 1911. július 30-án Budapesten ment feleségül.